# Spritzenhaus (Klein-Karben)

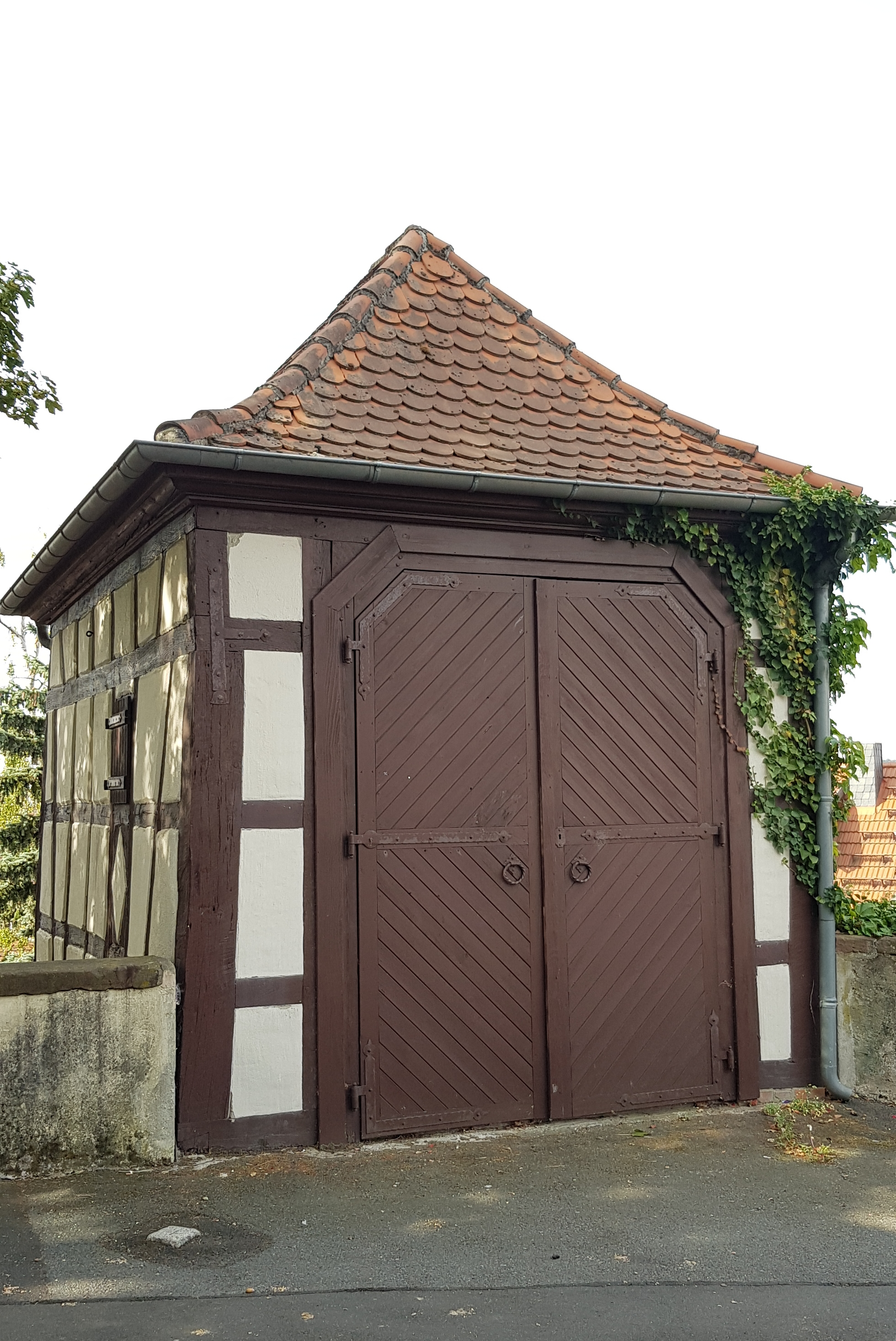
Spritzenhaus in Klein-Karben

Das Spritzenhaus in Klein-Karben, einem Stadtteil von Karben im hessischen Wetteraukreis, wurde Mitte des 18. Jahrhunderts auf den Grundmauern eines Flankenturms aus dem 15. oder 16. Jahrhundert errichtet. Das Spritzenhaus an der Kirchgasse 13 ist ein geschütztes Kulturdenkmal. 
Der eingeschossige Fachwerkbau mit Zeltdach und großem Holztor steht am Rande des wehrhaften Kirchhofes. Der ursprüngliche Flankenturm hatte die Kirchhofummauerung zu sichern.